# Hugh Wardell-Yerburgh
Hugh Arthur Wardell-Yerburgh (Wells, 11 de enero de 1938-Chertsey, 28 de enero de 1970) fue un deportista británico que compitió en remo. Participó en los Juegos Olímpicos de Tokio 1964, obteniendo una medalla de plata en la prueba de cuatro sin timonel.

## Palmarés internacional
| Juegos Olímpicos | Juegos Olímpicos | Juegos Olímpicos | Juegos Olímpicos   |
| Año              | Lugar            | Medalla          | Prueba             |
| ---------------- | ---------------- | ---------------- | ------------------ |
| 1964             | Tokio (Japón)    | Medalla de plata | Cuatro sin timonel |